# Isabella Dageago

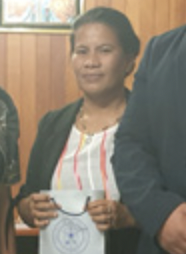
Isabella Dageago (2019)

Isabella Dageago ist eine nauruische Politikerin. Sie ist seit August 2019 Mitglied des nauruischen Parlaments sowie Gesundheits- und Innenministerin.

## Politischer Werdegang
Isabella Dageago absolvierte eine Ausbildung zur Krankenschwester. Bei der Parlamentswahl im August 2019 gewann sie hinter Charmaine Scotty den zweiten Sitz des Wahlkreises Yaren. Sie sind die einzigen Frauen im 19-köpfigen Parlament. Dageago war als unabhängige Kandidatin erfolgreich gegen den ehemaligen Außenminister Kieren Keke angetreten.
Lionel Aingimea löste nach dieser Wahl Baron Waqa als Präsident des Inselstaats ab. Er ernannte Isabella Dageago Ende August zur  Gesundheits- und Innenministerin. Im Innenministerium ist sie auch für Familie, Frauen, Jugend, Kinderschutz sowie Kultur und Sprache verantwortlich.
Im Zuge der weltweiten COVID-19-Pandemie rief Dageago als Gesundheitsministerin am 16. März 2020 einen 30-tägigen Notstand des Landes aus. Am 9. April 2021 impfte sie den Präsidenten persönlich mit der ersten Dosis. Einen Monat später gab sie bekannt, dass die gesamte erwachsene Bevölkerung von Nauru, 63 Prozent der Gesamtbevölkerung, gegen das Coronavirus geimpft sei. Ferner könnten mit einer Spende von 10.000 Impfdosen der Regierung Indiens die Zweitimpfungen im Juli 2021 abgeschlossen sein. Mit Stand 1. November 2021 war Nauru einer der vier Staaten weltweit, in denen offiziell kein Fall  einer COVID-19-Infizierung nachgewiesen wurde.